# Grattacieli più alti degli Emirati Arabi Uniti

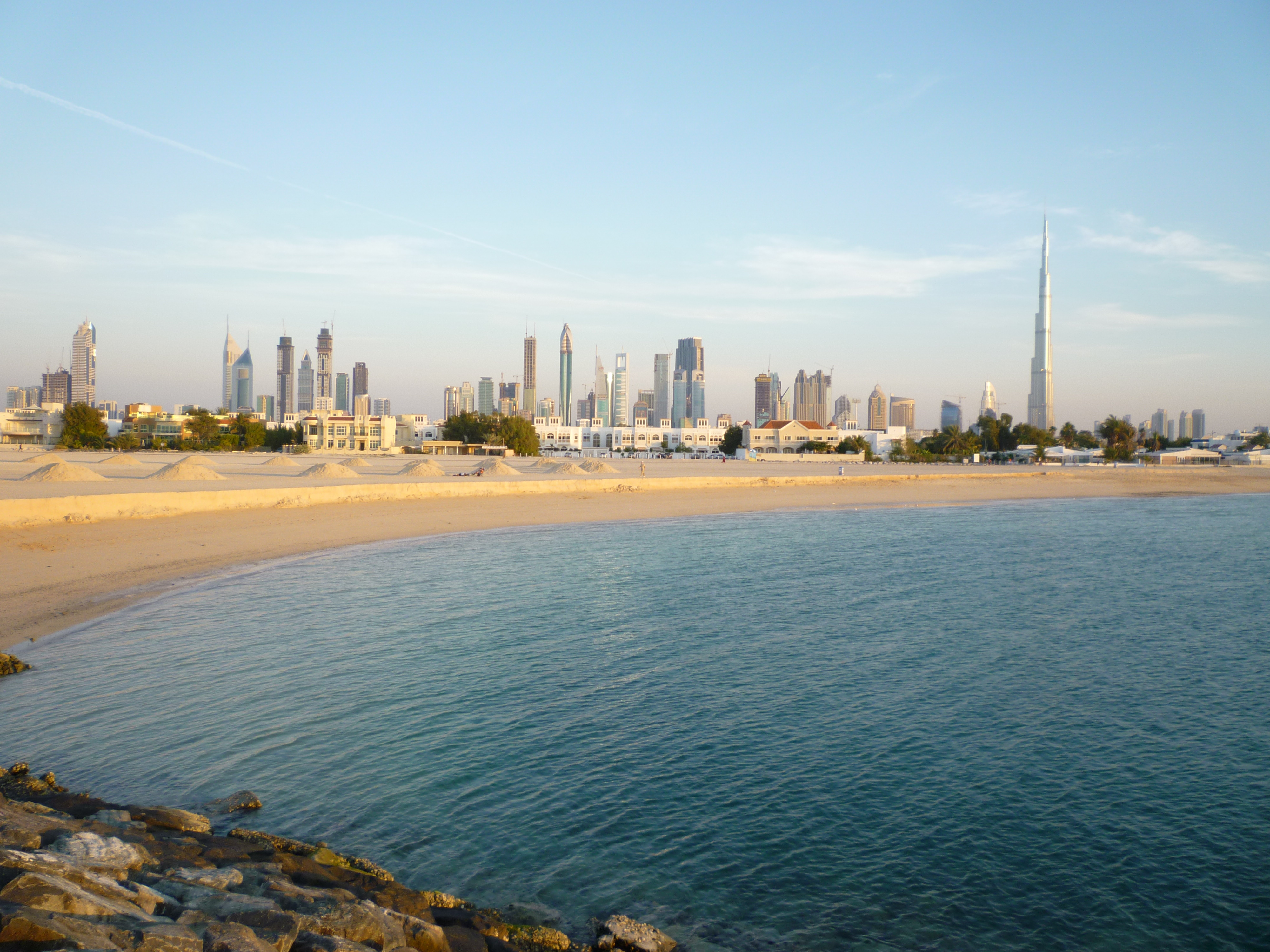
Skyline di Dubai, con il Burj Khalifa visibile sulla destra

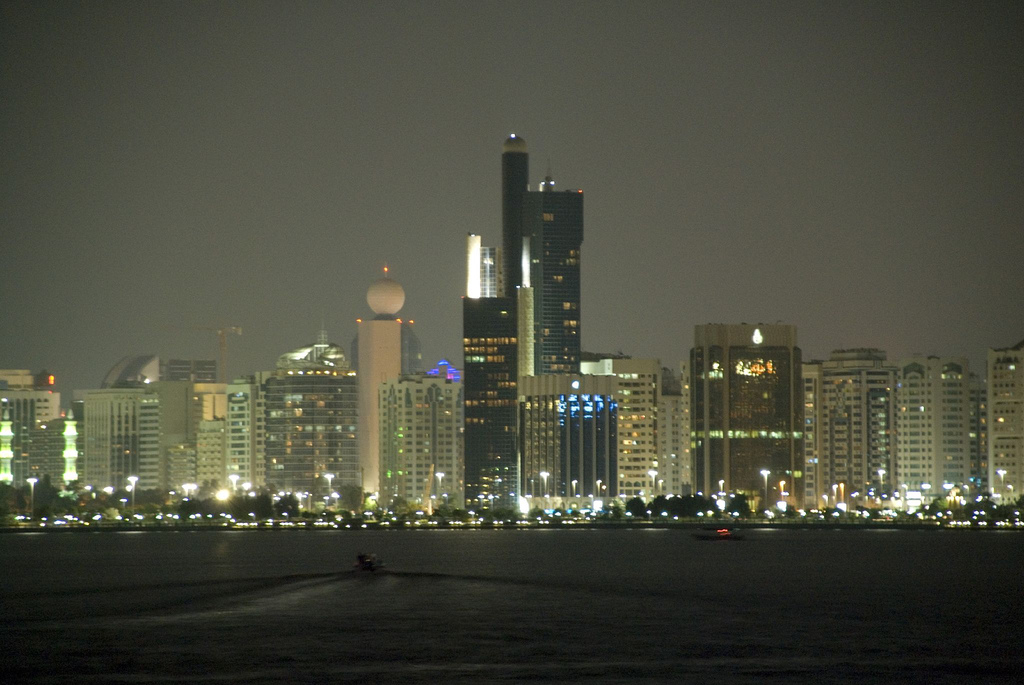
Skyline di Abu Dhabi con la Baynunah Tower, il grattacielo più alto degli Emirati Arabi Uniti dal 1994 fino al completamento delle Emirates Towers nel 1999

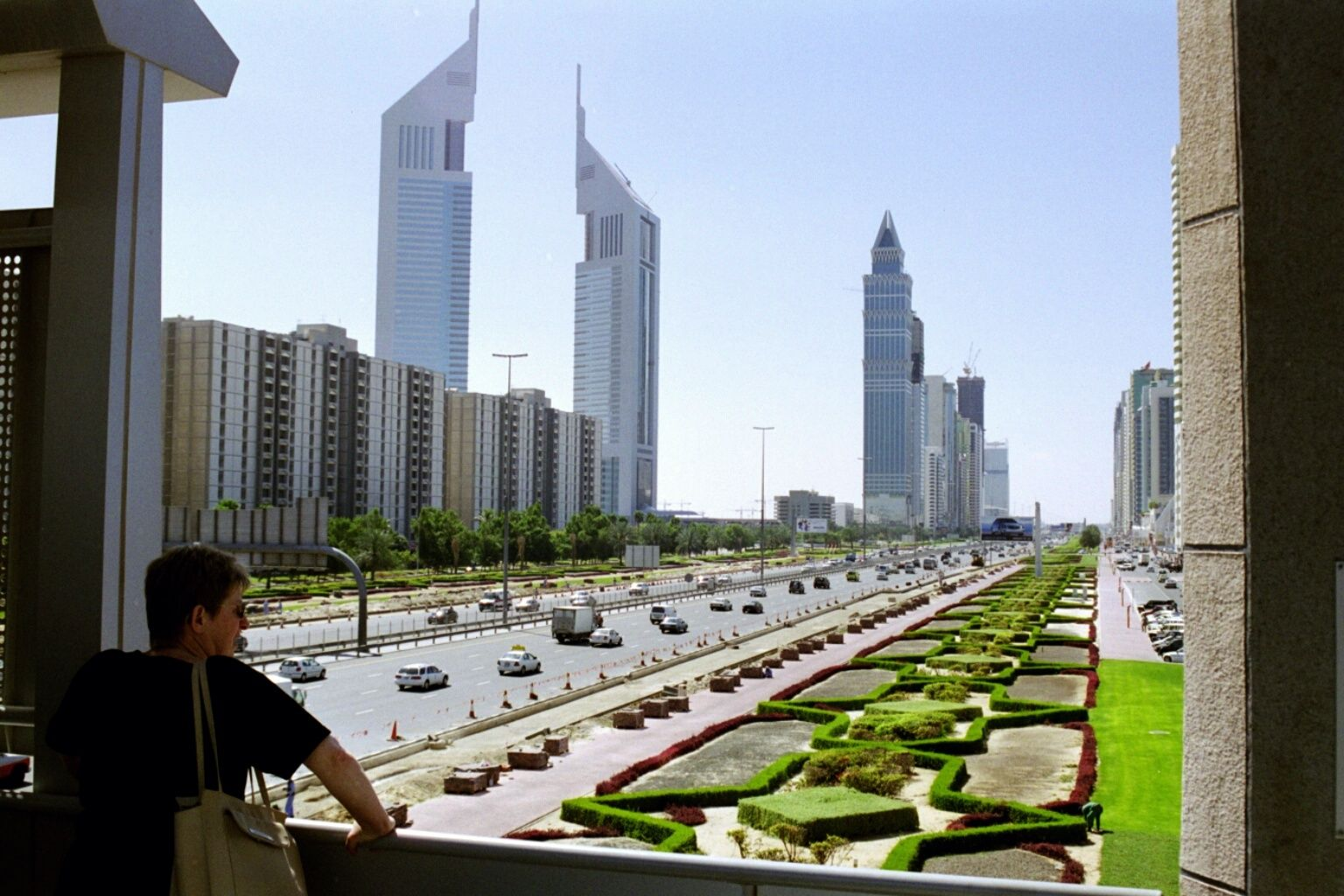
Emirates Towers a Dubai

Negli Emirati Arabi Uniti si trovano parecchi grattacieli di notevole altezza tra cui, dal 2010, il grattacielo più alto del mondo: il Burj Khalifa di Dubai.

## Edifici più alti
Questo elenco, comprende i grattacieli degli Emirati Arabi Uniti di almeno 200 metri di altezza, sulla base della misura standard di altezza.
| Posizione | Nome                                  | Altezza m (ft)         | Piani | Anno | Città     | Note                                                      |
| --------- | ------------------------------------- | ---------------------- | ----- | ---- | --------- | --------------------------------------------------------- |
| 1         | Burj Khalifa                          | 828 metri (2 717 ft)   | 163   | 2010 | Dubai     | Il più alto edificio al mondo.                            |
| 2         | Marina 101                            | 425 metri (1 394 ft)   | 101   | 2016 | Dubai     |                                                           |
| 3         | Princess Tower                        | 413 metri (1 355 ft)   | 101   | 2012 | Dubai     | Il più alto edificio completamente residenziale al mondo. |
| 4         | 23 Marina                             | 392,8 metri (1 289 ft) | 90    | 2012 | Dubai     | [ 6 ] [ 7 ]                                               |
| 5=        | Elite Residence                       | 380 metri (1 250 ft)   | 87    | 2012 | Dubai     | [ 8 ] [ 9 ]                                               |
| 5=        | Burj Mohammed bin Rashid              | 381 metri (1 250 ft)   | 92    | 2014 | Abu Dhabi | Il più alto edificio di Abu Dhabi.                        |
| 6         | Address Boulevard                     | 370 metri (1 210 ft)   | 72    | 2015 | Dubai     |                                                           |
| 7         | Almas Tower                           | 360 metri (1 180 ft)   | 68    | 2009 | Dubai     | Tallest all-office building Dubai                         |
| 8         | Gevora Hotel                          | 356 metri (1 168 ft)   | 75    | 2017 | Dubai     | Il più alto hotel al mondo                                |
| 9=        | JW Marriott Marquis Dubai Tower 1     | 355 metri (1 165 ft)   | 77    | 2012 | Dubai     |                                                           |
| 9=        | JW Marriott Marquis Dubai Tower 2     | 355 metri (1 165 ft)   | 77    | 2012 | Dubai     | [ 14 ] [ 15 ]                                             |
| 11        | Emirates Office Tower                 | 355 metri (1 165 ft)   | 54    | 1999 | Dubai     | [ 16 ] [ 17 ]                                             |
| 12        | The Torch                             | 337 metri (1 106 ft)   | 79    | 2011 | Dubai     | [ 18 ]                                                    |
| 13        | Rose Tower                            | 333 metri (1 093 ft)   | 72    | 2007 | Dubai     |                                                           |
| 14        | Al Yaqoub Tower                       | 328 metri (1 076 ft)   | 72    | 2011 | Dubai     |                                                           |
| 15        | The Index                             | 326 metri (1 070 ft)   | 80    | 2010 | Dubai     | [ 19 ] [ 20 ] [ 21 ]                                      |
| 16        | The Landmark                          | 324 metri (1 063 ft)   | 72    | 2013 | Abu Dhabi | [ 22 ] [ 23 ] [ 24 ]                                      |
| 17        | Burj al-Arab                          | 321 metri (1 053 ft)   | 60    | 1999 | Dubai     | L'unico hotel al mondo a 7 stelle                         |
| 18        | HHHR Tower                            | 318 metri (1 043 ft)   | 72    | 2010 | Dubai     | [ 27 ] [ 28 ]                                             |
| 19        | Sky Tower                             | 312 metri (1 024 ft)   | 74    | 2010 | Abu Dhabi | [ 29 ]                                                    |
| 20        | Ocean Heights                         | 310 metri (1 020 ft)   | 83    | 2010 | Dubai     | [ 30 ]                                                    |
| 21        | Jumeirah Emirates Towers Hotel        | 309 metri (1 014 ft)   | 56    | 2000 | Dubai     | [ 31 ] [ 32 ]                                             |
| 22        | Torre Cayan                           | 306 metri (1 004 ft)   | 76    | 2012 | Dubai     | In costruzione                                            |
| 23        | Etihad Tower 2                        | 305 metri (1 001 ft)   | 77    | 2011 | Abu Dhabi | [ 35 ]                                                    |
| 24        | Address Downtown                      | 302 metri (991 ft)     | 63    | 2008 | Dubai     | [ 36 ] [ 37 ]                                             |
| 25        | Emirates Crown                        | 296 metri (971 ft)     | 63    | 2008 | Dubai     | [ 38 ] [ 39 ]                                             |
| 26        | Khalid Al Attar Tower 2               | 294 metri (965 ft)     | 66    | 2011 | Dubai     | [ 40 ] [ 41 ]                                             |
| 27        | Islamic Bank Office Tower             | 294 metri (965 ft)     | 49    | 2011 | Dubai     | [ 42 ] [ 43 ]                                             |
| 28=       | Millennium Tower                      | 285 metri (935 ft)     | 60    | 2006 | Dubai     | [ 44 ] [ 45 ]                                             |
| 28=       | Sulafa Tower                          | 285 metri (935 ft)     | 75    | 2010 | Dubai     | [ 46 ] [ 47 ]                                             |
| 30        | D1                                    | 284 metri (932 ft)     | 80    | 2013 | Dubai     | In costruzione                                            |
| 31        | Marina Pinnacle                       | 280 metri (920 ft)     | 73    | 2011 | Dubai     | [ 50 ] [ 51 ]                                             |
| 32        | Trust Tower                           | 278 m (912 ft)         | 60    | 2013 | Abu Dhabi |                                                           |
| 33        | Etihad Tower 1                        | 277 metri (909 ft)     | 70    | 2011 | Abu Dhabi | [ 52 ]                                                    |
| 34        | JAL Hotel                             | 269 metri (883 ft)     | 60    | 2010 | Dubai     | [ 53 ] [ 54 ] [ 55 ]                                      |
| 35        | 21st Century Tower                    | 269 metri (883 ft)     | 55    | 2003 | Dubai     | [ 56 ] [ 57 ]                                             |
| 36        | Nation Towers - Tower A               | 268 metri (879 ft)     | 65    | 2011 | Abu Dhabi |                                                           |
| 37=       | Al Kazim Tower 1                      | 265 metri (869 ft)     | 53    | 2008 | Dubai     | [ 58 ] [ 59 ]                                             |
| 37=       | Al Kazim Tower 2                      | 265 metri (869 ft)     | 53    | 2008 | Dubai     | [ 60 ] [ 61 ]                                             |
| 39        | Ubora Tower 1                         | 263 metri (863 ft)     | 58    | 2010 | Dubai     | [ 62 ] [ 63 ]                                             |
| 40        | Islamic Bank Residential Tower        | 261 metri (856 ft)     | 51    | 2011 | Dubai     | [ 64 ] [ 65 ]                                             |
| 41        | Etihad Tower 3                        | 260 metri (850 ft)     | 62    | 2011 | Abu Dhabi | [ 66 ]                                                    |
| 42        | Vision Tower                          | 260 metri (850 ft)     | 60    | 2008 | Dubai     | [ 67 ] [ 68 ]                                             |
| 43        | Conrad Dubai                          | 255 metri (837 ft)     | 51    | 2012 | Dubai     | In costruzione                                            |
| 44        | Dubai Marriott Harbour Hotel & Suites | 254 metri (833 ft)     | 59    | 2007 | Dubai     | Conosciuta anche come Al Marsa Tower                      |
| 45        | Angsana Suites Tower                  | 250 metri (820 ft)     | 49    | 2007 | Dubai     | [ 74 ] [ 75 ]                                             |
| 46        | Chelsea Tower                         | 250 metri (820 ft)     | 49    | 2005 | Dubai     | [ 76 ] [ 77 ]                                             |
| 47        | Al Tayer Tower                        | 249 metri (817 ft)     | 59    | 2009 | Dubai     | [ 78 ] [ 79 ]                                             |
| 48        | Rolex Tower                           | 247 metri (810 ft)     | 63    | 2010 | Dubai     | [ 80 ]                                                    |
| 49        | Vida Residence Downtown Dubai         | 246 metri (807 ft)     | 58    | 2018 | Dubai     |                                                           |
| 50=       | Al Fattan Tower                       | 245 metri (804 ft)     | 51    | 2006 | Dubai     | [ 81 ] [ 82 ]                                             |
| 50=       | Oasis Beach Tower                     | 245 metri (804 ft)     | 51    | 2006 | Dubai     | [ 83 ] [ 84 ]                                             |
| 52        | AAM Tower                             | 244 metri (801 ft)     | 46    | 2008 | Dubai     | Conosciuta anche come Arenco Tower                        |
| 53        | The Tower                             | 243 metri (797 ft)     | 54    | 2002 | Dubai     | [ 87 ] [ 88 ]                                             |
| 54        | Sama Tower                            | 240 metri (790 ft)     | 51    | 2009 | Dubai     | [ 89 ] [ 90 ]                                             |
| 55=       | Churchill Residency                   | 235 metri (771 ft)     | 61    | 2010 | Dubai     | [ 91 ] [ 92 ]                                             |
| 55=       | The Buildings by Daman                | 235 metri (771 ft)     | 65    | 2012 | Dubai     | In costruzione                                            |
| 57        | Park Place                            | 234 metri (768 ft)     | 56    | 2007 | Dubai     | [ 96 ] [ 97 ]                                             |
| 58        | Etihad Tower 4                        | 234 metri (768 ft)     | 61    | 2011 | Abu Dhabi | [ 98 ]                                                    |
| 59        | Mag 218 Tower                         | 232 metri (761 ft)     | 66    | 2010 | Dubai     | [ 99 ] [ 100 ]                                            |
| 60        | Al Tayer Tower                        | 225 metri (738 ft)     | 59    | 2009 | Dubai     | Also known as the Manazel Al Safa Tower                   |
| 61        | The Bay Gate                          | 221 metri (725 ft)     | 53    | 2012 | Dubai     | In costruzione                                            |
| 62=       | Angsana Hotel Tower                   | 221 metri (725 ft)     | 49    | 2008 | Dubai     | [ 105 ]                                                   |
| 62=       | Angsana Suites Tower                  | 221 metri (725 ft)     | 49    | 2007 | Dubai     | [ 106 ] [ 107 ]                                           |
| 64=       | Trident Grand Residence               | 220 metri (720 ft)     | 45    | 2009 | Dubai     | [ 108 ]                                                   |
| 64=       | Al Bateen Tower                       | 220 metri (720 ft)     | 55    | 2013 | Dubai     | In costruzione.                                           |
| 66        | Jumeirah Bay 2                        | 218 metri (715 ft)     | 47    | 2009 | Dubai     | [ 111 ] [ 112 ]                                           |
| 67=       | Jumeirah Beach Residence Sadaf 4      | 216 metri (709 ft)     | 54    | 2007 | Dubai     | [ 113 ] [ 114 ]                                           |
| 67=       | Amwaj Rotana Resort                   | 216 metri (709 ft)     | 25    | 2007 | Dubai     | [ 113 ] [ 114 ]                                           |
| 68=       | Jumeirah Beach Residence Sadaf 4      | 216 metri (709 ft)     | 54    | 2007 | Dubai     | [ 115 ] [ 116 ]                                           |
| 70        | Al Seef Tower                         | 215 metri (705 ft)     | 46    | 2005 | Dubai     | [ 117 ] [ 118 ]                                           |
| 71=       | Grosvenor House The Residence         | 210 metri (690 ft)     | 48    | 2010 | Dubai     | [ 119 ] [ 120 ]                                           |
| 71=       | Grosvenor House West Marina Beach     | 210 metri (690 ft)     | 48    | 2005 | Dubai     | [ 121 ] [ 122 ]                                           |
| 71=       | Al Rostamani Maze Tower               | 210 metri (690 ft)     | 56    | 2010 | Dubai     | [ 123 ]                                                   |
| 71=       | Latifa Tower                          | 210 metri (690 ft)     | 56    | 2010 | Dubai     | [ 124 ]                                                   |
| 71=       | Le Rêve                               | 210 metri (690 ft)     | 50    | 2006 | Dubai     | [ 125 ] [ 126 ]                                           |
| 76=       | Marina Heights Tower                  | 208 metri (682 ft)     | 55    | 2006 | Dubai     | [ 127 ] [ 128 ] [ 129 ]                                   |
| 76=       | Executive Tower M                     | 208 metri (682 ft)     | 52    | 2009 | Dubai     | [ 130 ]                                                   |
| 76=       | Jumeirah Beach Residence Bahar 1      | 208 metri (682 ft)     | 52    | 2007 | Dubai     | [ 131 ] [ 132 ]                                           |
| 76=       | Marina Crown                          | 207 metri (679 ft)     | 52    | 2006 | Dubai     | [ 133 ] [ 134 ]                                           |
| 76=       | Tamani Hotel Marina                   | 207 metri (679 ft)     | 54    | 2006 | Dubai     | [ 135 ] [ 136 ]                                           |
| 81        | Nassima Tower                         | 204 metri (669 ft)     | 49    | 2010 | Dubai     | [ 137 ] [ 138 ]                                           |
| 82        | Dubai Mixed-Use Towers                | 200 metri (660 ft)     | 61    | 2013 | Dubai     | Under construction – building topped out in 2012.         |
| 83        | The Citadel                           | 201 metri (659 ft)     | 48    | 2008 | Dubai     | [ 139 ] [ 140 ]                                           |
| 84=       | MBK Tower                             | 200 metri (660 ft)     | 59    | 2010 | Dubai     | [ 141 ]                                                   |
| 84=       | Shangri-La Hotel                      | 200 metri (660 ft)     | 43    | 2003 | Dubai     | [ 142 ] [ 143 ] [ 144 ]                                   |
| 84=       | Al Bateen Residences                  | 200 metri (660 ft)     | 50    | 2013 | Dubai     | [ 145 ]                                                   |